# Браун, Энтони (писатель)
Энтони Эдвард Тюдор Браун (родился 11 сентября 1946) — британский писатель и иллюстратор детских книг. Браун написал или проиллюстрировал более пятидесяти книг и получил премию Ганса Христиана Андерсена за 2000 год. С 2009 по 2011 год был лауреатом Детской премии.
Браун награждён двумя медалями Кейт Гринуэй в номинации «Лучшая иллюстрация к детской книге года». К 50-летию медали (1955—2005) жюри назвало его книгу «Горилла», призёра 1983 года, одной из десяти лучших работ.

## Биография
Родился 11 сентября 1946 года в городе Шеффилд, Йоркшир, Англия.
По окончании школы Браун намеревался стать художником, но из-за нехватки денег устроился на работу медицинским художникок в Манчестерский королевский госпиталь. Через три года, устав от однообразия работы, перешел к дизайну поздравительных открыток. Разрабатывал открытки в течение пяти лет, прежде чем начал писать и иллюстрировать свои собственные книги.
Дебютной книгой Брауна как писателя и иллюстратора стала книга «Сквозь волшебное зеркало», опубликованная в 1976 году. «Прогулка в парке» последовала в следующем году, а книга «Охота на медведя» (1979) была успешной в коммерческом плане.
Его прорыв произошел с книгой «Горилла», изданной в 1983 году на основе одной из его поздравительных открыток. За это он получил медаль Кейт Гринуэй от Библиотечной ассоциации, как лучшая иллюстрация года к детской книге, выполненная британским подданным.
Гориллы часто фигурируют в книгах Брауна, так как он сказал, что он очарован ими. Однажды его попросили выступить с детской программой, во время которой он сидел в клетке с гориллами, и несмотря на то, что одна из них сильно укусила его, он закончил интервью, прежде чем его отвезли в больницу.
Книги Брауна переведены на 26 языков, а его иллюстрации выставлялись во многих странах. В настоящее время он живёт в Кентербери, Англия.
Браун был назначен командором ордена Британской империи в 2021 году за заслуги в области литературы.

## Работы

### Как писатель и иллюстратор
- Сквозь волшебное зеркало (Хэмиш Гамильтон, 1976)
- Прогулка в парке (Гамильтон, 1977)
- Охота на медведя (Гамильтон, 1979)
- Посмотрите, что у меня есть!(Книги Джулии Макрей, 1980)
- Медведь идет в город (Гамильтон, 1982)
- Горилла (Макрей, 1983) — лауреат премии Кейт Гринуэй за иллюстрации[10] и премии Эмиля
- Вилли Слабак (Макрей, 1984)
- Вилли Чемпион (Макрей, 1985)
- Копилка (MacRae, 1986)
- Я люблю книги (Макрей, 1988)
- Книга о маленьком медведе (Гамильтон, 1988)
- Медвежья сказка (Гамильтон, 1989)
- Вещи, которые мне нравятся (Макрей, 1989)
- Туннель (Макрей, 1989)
- Изменения (Макрей, 1990)
- Вилли и Хью (Макрей, 1991)
- Зоопарк (Макрей, 1992) — лауреат медали Гринуэя
- Большой ребёнок: маленькая шутка (Макрей, 1993)
- Вилли Волшебник (Макрей, 1995)
- Вилли Мечтатель (Walker, 1997)
- Голоса в парке (Doubleday, 1998) — лауреат премии Эмиля
- Мой отец (Doubleday, 2000)
- Игра в формы (MacRae, 2003)
- В лес (Макрей, 2004)
- Моя мама (Doubleday, 2005)
- Глупый Билли (Уокер, 2006)
- Мой брат (Doubleday, 2007)
- Маленькая красавица (Уокер, 2008)
- Я и ты (Doubleday, 2011) — пересказ истории о трех медведях в современной обстановке
- Играй в форму (Walker, 2011)
- Как вы себя чувствуете?(Уокер, 2011, 9781406330175 ISBN)
- Одна горилла, Счетная книжка (Walker, 2012)
- Что, если …?(Doubleday, 2013)
- Рассказы Вилли (Walker, 2014)
- Фрида и Медведь (Walker, 2015)
- Вилли и Облако (Walker, 2016)
- Прятки (Doubleday, 2017, 9780857534910 ISBN)

### Как иллюстратор
- «Гензель и Гретель» братьев Гримм (Макрей, 1981)
- «Кирсти знает лучше» Анналены Макафи («Макрей», 1987), книга с картинками
- «Приключения Алисы в стране чудес» Льюиса Кэрролла («Макрей», 1988)
- «Тропа камней» Гвен Штраусс («Макрей», 1990), иллюстрированная книга
- «Ночное шимми» Гвен Штраусс («Макрей», 1991), иллюстрированная книга
- «Сад с растениями» Джанни Хаукера (Гамильтон, 1993), рассказы, опубликованные в 1991 году
- «Кинг-Конг» Энтони Брауна (MacRae, 1994) — из новеллизированной истории о Кинг-Конге 1932 года
- «Мечтатель» Иэна Макьюэна (Нью-Йорк: HarperCollins, 1994), повесть
- «Игра в форму» Джо Брауна (Doubleday, 2011), биография